# 得克萨斯革命
得克萨斯革命（英語：Texas Revolution）亦稱得克萨斯独立战争（英語：Texas War of Independence），是1835年10月2日至1836年4月21日间在墨西哥和当时其屬地得克萨斯之间爆发的一场战争。1835年墨西哥总统安东尼奥·洛佩斯·德圣安纳废除1824年宪法，采纳了一份反联邦制的宪法后，墨西哥政府与美国在墨西哥的移民之间的冲突不断上升。很快在整个墨西哥爆发暴乱。1835年10月2日冈萨雷斯之战爆发，标志着得克萨斯革命的开始。一开始得克萨斯在戈利亚德和圣安东尼奥获得了一些胜利，但是数月后在同处被墨西哥军队击败。
这场战争以圣哈辛托战役结束，在这场战役中萨姆·休斯敦将军率领的得克萨斯军在18分钟内击败了圣安纳带领的墨西哥军。桑塔·安纳在战役后不久被俘。战争的结果是得克薩斯共和國的成立。

## 背景
墨西哥獨立戰爭後西班牙帝国喪失了其北美洲的殖民地，在原來的新西班牙副王區的大部分領土上成立了墨西哥。1824年10月4日墨西哥采纳了一份新宪法，该宪法规定墨西哥为一个由19个州和四个地区组成的联邦共和国。原西班牙属得克萨斯省成为一个新建立的州，得科阿韦拉和得克萨斯州，其首府为萨尔蒂约，这个新首府位于原来省会圣安东尼奥以南数百英里处。
战后的墨西哥滿目瘡痍、百廢待興，國庫亦缺乏足夠資金維護專業军队，再加上當時的得克萨斯地區人跡罕至，因此墨西哥大力支持引入移民拓荒者並容許其武裝，以實際控制領土並抵禦印第安人勢力。为此墨西哥政府放宽了当地的移民政策。第一批被称为“老三百”的移民于1822年到达，他们定居于被授予斯蒂芬·F·奥斯汀的殖民地上。在二十四塊殖民地上，除了一塊為墨裔拓荒者佔人口多數以外，其餘殖民地均由美裔拓荒者所控制。
於墨裔移民人口被美裔遠遠壓過的情況下，1830年4月6日安纳斯塔西奥·布斯塔曼特总统颁布了多份措施来解决这个问题，其中最主要的是禁止美国移民继续迁往得克萨斯，但是美国移民依然可以迁往墨西哥其它地区。此外本来移民可以免十年的物业税被废除，从美国运来的货物的进口税提高。布斯塔曼特还下令得克萨斯的移民必须遵守联邦禁止奴隶制的规定，否则的话墨西哥要进行武力干涉。但是这些措施没有达到它们的目的。移民要么逃避要么根本不遵守这些法律。得克萨斯於1834年估計約有三万多說英語的美裔拓荒者，而墨裔拓荒者只有7800人。1836年得克萨斯约有5000名奴隶。
得克萨斯人对墨西哥政府越来越不满。许多驻扎在得克萨斯军营裡的士兵是罪犯，他们可以挑选进监狱还是到得克萨斯去充军。许多得克萨斯人也对他们的首府的位置不满。其首府周期性地在萨尔蒂约和蒙克洛瓦交替，但是两者均在科阿韋拉南部。他们希望得克萨斯成为一个独立的州（但不是从墨西哥独立出去），拥有自己的首府。
他们认为假如首府离得比较近的话他们可以帮助抵制腐敗和帮助其它方面的政府管理。一些美国和墨西哥公民习惯于他们在美国拥有，但是在墨西哥没有的权利。比如墨西哥不保障宗教自由，而是要求殖民者改信罗马天主教，此外墨西哥法律规定必须上缴天主教的十一税。
当时欧洲需求大量棉花，因此许多移民想要提高棉花产量来获得更高的盈利。但是墨西哥因為戰後國內糧食短缺，要求移民种植谷物和养牛，指命每个移民必须种和收什么作物。
一个很可能是最直接的冲突是墨西哥在1829年废除了奴隶制。得克萨斯的很多奴隶主担心如果墨西哥政府在这里推行废除奴隶制，会对他们带来巨大的经济利益的损害。

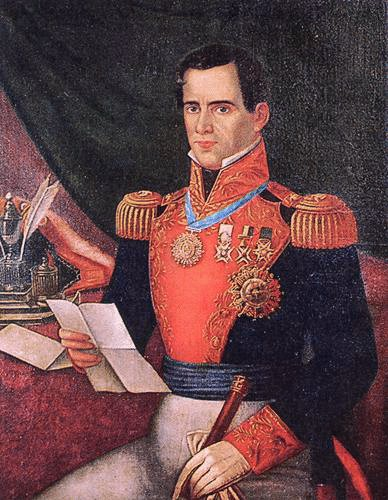
安东尼奥·洛佩斯·德·桑塔·安纳

在墨西哥联邦制和中央集权制的支持者之间开始爆发冲突。得克萨斯人继续要求废除1830年的法律。1833年4月移民召集大会讨论建议改变移居、司法和其它政治政策。大会代表还支持把得克萨斯分为一个独立的州，他们选举奥斯汀把州宪法建议带到墨西哥城去。墨西哥新总统安东尼奥·洛佩斯·德圣安纳批准了大多数这些建议，但是拒绝得克萨斯建州。奥斯汀写了一封信建议得克萨斯人自行立州，因此被关入监狱。
进入得克萨斯的美国移民数量继续迅速增长。圣安纳认为这是美国打算侵占这块地方的计划。1834年由於墨西哥内政困难圣安纳开始解散州立法机关，撤销州民兵，放弃1824年宪法。他还下令逮捕一些不肯改种穀物的棉花種植园主，这些政策在得克萨斯境內引發民怨。

## 战备
1835年初墨西哥政府从联邦制改为中央集权制。警惕的得克萨斯人开始组织交流和安全委员会，一个位于圣费利佩的中央委员会协调它们的活动。六月得克萨斯人组织了一个小暴动反对徭役。这些行动促使圣安纳向得克萨斯派驻更多军队。七月尼古拉斯·康德尔（Nicolas Condelle）上校带领200人增援拉巴稀堡。一个月后多明戈·乌加特切阿上校带一个队兵到达贝克萨（Béxar）。圣安纳怕还需要更强大的措施来镇压暴乱，因此他命令他的妹夫马丁·佩费克托·德科斯将军“對忘記自身兒女國家義務，不顧法律而推動想要自己生活方式的人採取強硬措施。”
七月奥斯汀被释放，他没有被起诉叛乱。八月他回到得克萨斯。奥斯汀觉得除了革命外别无出路。得克萨斯人决定在十月协商暴动计划，奥斯汀支持这个计划。

## 得克萨斯的攻势
但是协商还未能举行圣安纳就已经下令解除州民兵。驻扎在圣安东尼奥的多明戈·乌加特切阿上校下令得克萨斯人交还墨西哥此前给他们驻扎在冈萨雷斯的炮。得克萨斯人拒絕。乌加特切阿派一百名龍騎兵去取那门炮。墨西哥骑兵到达冈萨雷斯附近瓜达鲁沛河畔时河里正好在发大水。当时只有18名得克萨斯人抵抗他们。墨西哥人因为洪水无法渡河因此在河边立了一个营。得克萨斯人把炮埋了呼叫志愿者。双方对峙了数天后得克萨斯的增援到了。1835年10月2日得克萨斯人发动攻击。冈萨雷斯之战以墨西哥军撤回结束。得克萨斯军中只有一人在侦查时坠马受伤。
科斯听说得克萨斯的胜利后立刻前往增援。10月5日他带大量兵力出发。但是由于他无法找到适应的运输大多数他的补给被留在拉巴稀堡。10月6日得克萨斯人不知道科斯的出发点向拉巴稀堡进军。他们本来打算扣押科斯，假如可能的话偷盗据说科斯携带的五万美元。10月10日得克萨斯人进攻拉巴稀堡，经过30分钟的作战后拉巴稀堡投降。一名得克萨斯人受伤。估计一至三名墨西哥士兵阵亡，三至七人受伤，估计20名士兵逃跑。他们向邻近兵营告警。这些兵营的军队放弃了他们的兵营，一起聚集到圣帕特里西奥附近的利潘迪特兰堡（Fort Lipantitlán）。
得克萨斯人没收了十万美元以上的食物、毯子、衣服和其它储备。在此后三个月中这些储备被分散到得克萨斯军各团。此后数日内得克萨斯军继续在拉巴稀堡聚集。奥斯汀下令100人在菲利普·迪米特指挥下在当地驻守，其他人参加得克萨斯军追踪科斯的军队。迪米特委任后不几天他就开始主张进攻利潘迪特兰堡。他相信占领该堡垒可以“保护前线，提供一个重要的防御位置，在中央派中制造不稳定，鼓励墨西哥联邦派。”堡垒中的墨西哥士兵恐吓圣帕特里西奥的移民，使得他们不敢公开支持反对圣安纳的联邦派。
10月31日迪米特派遣一批人去攻占利潘迪特兰堡。他们于11月3日傍晚到达那里，没有放一枪一弹就占领了那座人少的堡垒。第二天得克萨斯人拆除该堡垒。就在他们打算回拉巴稀堡时外出巡逻的墨西哥军回来了。利潘迪特兰战役持续了30分钟，墨西哥军撤退。他们撤退后只有在贝克萨的科斯一支墨西哥军还留在得克萨斯。得克萨斯人控制墨西哥湾海岸，因此所有与墨西哥内地的联络必须通过内陆进行。由于当时的交通不便，科斯无法快速要求及获得增援或补给。

### 围攻贝克萨
迪米特指挥得克萨斯在墨西哥湾海岸的力量，而奥斯汀则组织把聚集在冈萨雷斯的人变成一支统一的军队。10月13日奥斯汀带领新成立的得克萨斯军开向贝克萨去对抗科斯的军队。一个星期后他们来到萨拉多河开始贝克萨围攻战。得克萨斯军逐渐把他们的营地移向贝克萨。10月27日他们在圣弗朗西斯科传教站立营。当天下午奥斯汀命令詹姆斯·鲍伊和詹姆斯·范宁带一组人去寻找一个更近的营地。他们确认康塞普希昂传教站（Mission Concepcion）比较好防御。虽然奥斯汀命令他们找到地方后立刻返回，他们只派了一个传递告诉奥斯汀修道院的地点。第二天奥斯汀大怒，发布命令假如再有军官不服从命令的话他们将受军事法庭处置。
科斯知道得克萨斯军暂时被分开，因此派乌加特切阿带人去进攻鲍伊和范宁的人。康塞普希昂战役被历史学家埃德蒙森称为是“得克萨斯革命中第一场大规模战役”，同时也是科斯最后一次对得克萨斯军发动主动进攻。历史学家阿尔文·巴尔认为这场战役“显示了......墨西哥人的胆量和好的防御位置的价值”，斯蒂芬·哈丁则认为“康塞普希昂战役中轻而易举的胜利加固了得克萨斯人对他们的长枪的依靠和对他们的敌人的估价。”
得克萨斯志愿者只有很少或者完全没有职业士兵的经验。11月初许多人开始想家了。随着气候变冷，粮食分配变少，许多士兵病了，有些人开始离开，大多数没有允许。但是11月18日一群被称为“新奥尔良灰服”（New Orleans Greys）的美国志愿者加入得克萨斯军。与大多数得克萨斯志愿者不同的是这群人看上去像兵，他们穿军装，携有装备良好的枪，足够的子弹和一定的纪律。他们和一些其他新到的得克萨斯队伍想要与墨西哥军作战。但是老的得克萨斯志愿者则对包围丧失了信心。奥斯汀辞去他的指挥官职，去美国当使者。得克萨斯人选举爱德华·伯利森为指挥官。
11月26日伯利森获得消息说一支墨西哥运输驮马和驮驴队以及约50至100名墨西哥士兵离贝克萨只有五英里了。当时得克萨斯人内部意见不齐，几乎发生叛乱。因此伯利森派鲍伊和威廉·杰克带骑兵和步兵去拦截该增援。在此后爆发的小战斗中墨西哥人被迫丢下他们的驮包撤回圣安东尼奥。使得得克萨斯人失望的是包裡只有马的饲料，因此这次战斗也被称为“饲草战斗”。
虽然这场战斗短暂地提高了得克萨斯军的士气，但是天气继续变冷后其士气又开始下降，士兵们开始不厌烦。伯利森建议放弃围困，撤回戈利亞德，等到春天再来。他的顾问们意见不齐，就在这时本杰明·米拉姆上校站起来叫道：“谁想跟老本·米拉姆进圣安东尼奥？”数百士兵，包括新奥尔良灰服决定于12月5日进攻。米拉姆和弗兰克·W·约翰逊上校带两支人进入城市，在此后数日中他们进行街巷战，不断逼近墨西哥军守卫的中心广场。12月7日米拉姆被狙击手射死。
12月9日科斯和他的大部分人退守到贝克萨外围的阿拉莫。科斯计划反攻，但是骑兵军官怕自己会被得克萨斯人包围，因此不肯执行这个任务。可能四个队中的175名骑兵离开传教站向南走。桑切斯·纳瓦罗认为这支军队不是叛逃，而是没有明白他们的命令，他们一直撤到格蘭德河。第二天早上科斯把纳瓦罗叫到阿拉莫命令他“去拯救这些勇敢的人。……对付敌人，获得最好的结果”。12月11日得克萨斯军官接收科斯的投降。
根据投降条件规定科斯和他手下人必须离开得克萨斯，并且不再反对1824年宪法。科斯走后在得克萨斯就没有正规的墨西哥军队了。许多得克萨斯人认为战争结束了。伯利森说该战役“结束了我们现在的战争”。他于12月15日辞职回家。约翰逊接受剩下的约400人的指挥。此后不久更多的得克萨斯志愿者和来自美国的支援者到达。他们还带来了更重的炮。根据巴尔的人为美国志愿者的大量到来“产生了墨西哥的看法，即得克萨斯的反抗是受外来影响”。
墨西哥军投降几个星期后约翰逊和詹姆斯·格兰特召集了约300名得克萨斯人准备入侵墨西哥。他们留下詹姆斯·C·尼尔上校带领剩下的约100人驻守阿拉莫。虽然这只是许多把战争带到墨西哥去的计划之一，但是最后它没有实现。1835年11月6日何塞·安东尼奥·梅希亚带领的坦皮科远征队打算占领由中央派占领的新奥爾良，但是没有成功。这些互不相关的行动消耗了得克萨斯的人员和补给。

### 临时政府
在冈萨雷斯月前计划的商讨终于开始了，终于有足够多的殖民地派来的代表来使得大会可以表决。经过激烈争论，他们最后建立了一个不从墨西哥独立，但是反对中央派的临时政府。他们选举亨利·史密斯为总督，萨姆·休斯敦为得克萨斯正规军的指挥官。当时得克萨斯还没有正规军。奥斯丁的军队全部是志愿者，因此休斯敦必须建立一支军队。得克萨斯没有钱，但是有地，因此他们选择给地作为参军的刺激。加入正规军的人可以获得更多的地。临时政府委任雇佣军，建立了一个邮递系统。一个商人被派遣到美国去借十万美元贷款。他们还订购了数百军事书籍。

## 圣安纳的攻势

### 行动军
早在10月27日圣安纳就开始做准备去平息得克萨斯的叛乱。他把总统的任务交给代理，亲自带领一支被他称为得克萨斯行动军的军队，目的在于解围科斯和平息得克萨斯的叛乱。他和他的士兵认为他们会马到成功。墨西哥战争部长何塞·马里亚·托内尔写道：“墨西哥士兵比肯塔基山民和密苏里猎手的优势是众所周知的。有20年作战经验的老兵不会被抑制没有战争经验的、没有纪律和以不服从命令著称的军队战败。”
参加行动军的军队普遍人员不足，许多是新兵。大多数是徵兵来的或者是同意参军来免除待监狱的。墨西哥军官知道他们使用的火枪的射程没有得克萨斯人的远，但是圣安纳坚信他的高明计划无疑会导致轻而易举的胜利。作为他的战争准备他对加入得克萨斯军的美国人做警告。在他的指挥下墨西哥议会发布了下列决议：

在共和国海岸登陆的或者从陆上入侵的武装的、企图攻击我们国家的外国人将被看作海盗处理。他们不是对共和国宣战国家的公民，操不被认准的旗帜。

不论通过海路还是陆路向叛军占领地区运输武器、弹药或者其它叛军物资的外国人被当作海盗处理。

当时被捕的海盗被立即处决。因此该决议给墨西哥军队在战争时期对得克萨斯人格杀勿论的权力。圣安纳还给美国总统安德鲁·杰克逊写了一封非常强硬的信，警告他任何对墨西哥政府作战的美国公民将按海盗处置。这封信的普及不广，因此很可能大多数加入得克萨斯军的美国人不知道墨西哥人不拿战犯。
1835年12月6,019名士兵聚集在聖路易斯波托西州准备进入得克萨斯。桑塔·安纳的一些军官建议沿海岸进发，这样他们可以从海路获得补给。但是桑塔·安纳决定沿陆路去贝克萨，得克萨斯的政治中心和科斯战败的地方。桑塔·安纳想要在他的妹夫投降后重建他的家族的声誉。这样的长征还能训练新兵。12月末他们开始向北进发。
他们的进度很慢。他们没有足够的驴子来运补给，赶驴子的人都是平民，当他们的钱付得晚了他们中许多就走了。许多跟着军队的妇女和儿童进一步地消耗补给。士兵的分配很快就减少了。他们到达萨尔蒂约后休息了两个星期，因为桑塔·安纳病了，需要恢复。军官利用这个机会来训练士兵。许多新兵不知道怎样使用他们的长枪的瞄准器。由于其反冲力很大，许多士兵不肯用肩膀顶着放枪。1月26日他们继续前进。2月12日他们跨过了格蘭德河。
当年得克萨斯的严寒天气创下了历史纪录。2月13日甚至下了38至41厘米的雪。大多数新兵来自热带的尤卡坦州，一些甚至被冻死，其他人也被削弱。一些落伍的士兵被科曼奇人袭击杀死。尽管如此他们继续向贝克萨逼近。与此同时在得克萨斯南部的移民向北逃。墨西哥人劫掠，偶尔也烧毁了留下来的空房子。

### 戈利亚德行动
何塞·德乌雷亚将军从马塔莫罗斯出发沿海岸北上，他的军队的目的在于防止外国的海上支援以及为墨西哥海军提供运送补给的机会。在圣帕特里西奥战役中他奇袭了弗兰克·约翰逊上校。1836年3月2日在阿瓜杜尔塞战役中德乌雷亚击败了一支小的得克萨斯军。然后他继续向戈利亚德进发。詹姆斯·范宁驻扎在戈利亚德的军队是阿拉莫外唯一的得克萨斯军。
范宁没有及时撤退，他的部众约300人被墨西哥人赶上，撤到开旷草原上的一个低地上。他们击退了三次墨西哥人的进攻，造成巨大损失。但是在夜里德乌雷亚的军队把得克萨斯人包围起来，推上大炮和增援。3月20日范宁投降，约342名得克萨斯人被俘。3月27日棕枝主日桑塔·安纳亲自下令把他们全部处决。这个事件被称为戈利亚德大屠杀。
哈尔伯特·戴文波特认为“戈利亚得大屠杀的影响非常关键。在此之前桑塔·安纳的声誉是他是一个很狡猾和很能干的人，但是不是一个残酷的人......与阿拉莫事件放在一起这两件事使得桑塔·安纳和所有墨西哥人都获得了一个残酷的声誉。它激发了得克萨斯、美国、甚至英国和法国人民的愤怒，因此对得克萨斯革命的成功起了非常重要的推动作用。”

### 阿拉莫

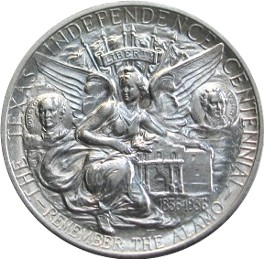
阿拉莫战役纪念币

2月23日墨西哥军到达圣安东尼奥。得克萨斯军完全没有意料到墨西哥军的到达，仓促从市内组织阿拉莫的补给。傍晚贝壳萨聚集了约1500名墨西哥军，他们很快树起一面表示“不饶命”的红旗。此后13天里墨西哥军围攻阿拉莫。虽然双方有一些小战斗，但是没有大的冲突。3月6日晨墨西哥军开始了阿拉莫战役。几乎所有抵御者，估计182至257人阵亡，其中包括詹姆斯·博伊等和阿拉莫的指挥官威廉·B·特拉维斯。大多数阿拉莫历史学家同意墨西哥方面的死伤人数在400至600之间。这相当于最后冲锋的墨西哥士兵的三分之一。托迪虚称之为“相对于任何标志巨大的损失”。
次后桑塔·安纳把他的军队分成纵横得克萨斯的五支游击队，其任务在于强迫现在由萨姆·休斯敦将军领导的得克萨斯军进行决战。

## 两军相对

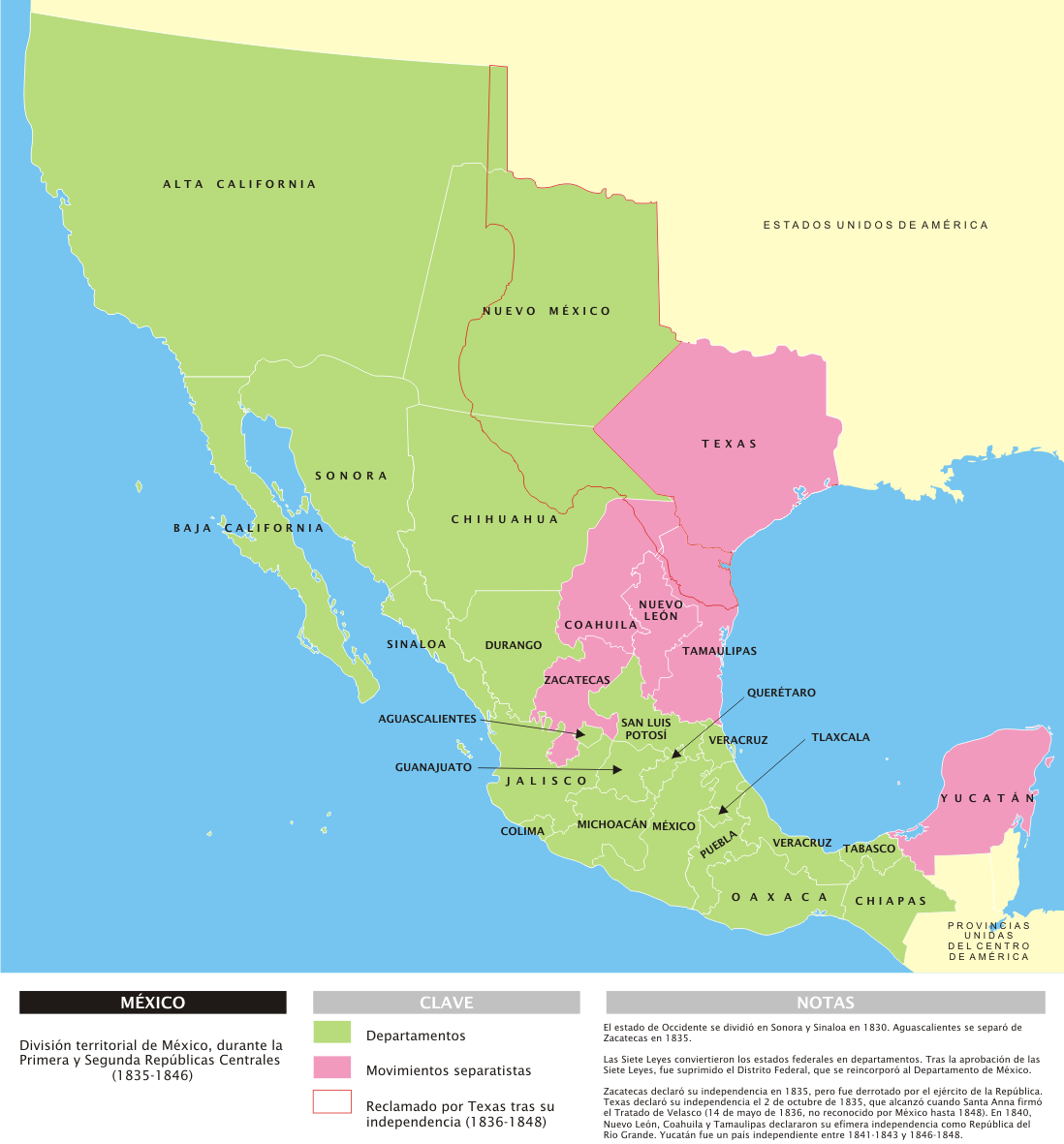
1835至1846年的墨西哥地图

### 得克萨斯撤退
休斯敦立刻明白他的小军队还不能在开旷的战场上对付桑塔·安纳。尤其是有作战经验的墨西哥骑兵是得克萨斯人不容易击败的。休斯敦知道他唯一的可能性在于聚集他的军队，在他选择的战场上决战。因此他下令向美国边境撤退。许多难民也同时在朝这个方向逃。有人怀疑休斯敦打算把他的得克萨斯军撤到路易斯安那（美国国境），这样入侵的墨西哥人将不但面临得克萨斯军，而且面临从新奥尔良来的美军。休斯敦是当时美国总统安德鲁·杰克逊的朋友，两人有可能在这个关键时刻有信件往来，而与此同时奥斯汀当时正好在新奥尔良，因此这个猜疑有一定的根据。在他们的撤军过程中得克萨斯军施行焦土政策来防止墨西哥军获得他们需要的食物。很快雨水使得道路不通，天气的寒冷使得双方都蒙受损失。
桑塔·安纳的军队紧紧追赶着休斯敦。休斯敦无法坚守冈萨雷斯，因此将它付之一炬。奥斯汀建立的殖民地圣菲利浦也遭到同样的下场。休斯敦的人开始丧失信心，许多人开始对他不满。只有涨水的河流使得桑塔·安纳不得不停下来，这给休斯敦带来休息和训练他的军队的机会。

### 圣哈辛托战役
桑塔·安纳决定把他的军队分为五支游击队后事件变化迅速。他的军队迅速逼近临时政府成员逃往的加爾維斯敦。桑塔·安纳打算追捕革命领导人来使得战争结束，因为此时这场战争已经比他预计的要长、且花费也要大了。他感觉到他必须尽快回墨西哥城。休斯敦得知了桑塔·安纳出其不意的行动。桑塔·安纳的支队约有700人，他们向哈里斯堡之东进发。休斯敦约有900人。对休斯敦这个时候的想法有许多猜测，因为在这段时间里他没有召集会议。
4月20日两军在圣哈辛托河相遇。两军之间是一块长着很高的草的坡地，得克萨斯人用这些草作为掩护。桑塔·安纳很高兴终于碰到了得克萨斯军，他决定首先等待科斯将军带领的增援。当天两军之间爆发了一些主要是骑兵之间的小战斗，此外没有发生大规模的战斗。
很快，科斯带领540人抵达了战场，这样一来桑塔·安纳的军队达到了1200多人。他的抵达要比预料中快，也使得得克萨斯人非常不高兴。休斯敦手下的人对休斯敦的犹豫不决而丧失了机会非常生气，他们要求进攻。大约在4月21日下午3:30，得克萨斯人焚毁了墨西哥军队撤退可以使用的温斯桥后开始出其不意地冲锋。就在一个小时以前，桑塔·安纳觉得得克萨斯人不会攻击他的优势兵力，下令他的人休息；此外此前的追击也使得他的人精疲力尽。他的人被衝入墨西哥营地的得克萨斯人击溃。这场仅持续了18分钟的战斗很快变成了一场大屠杀。
民歌和传说中报道说在战役过程中桑塔·安纳在和一名漂亮的混血契约仆人做爱，因此没有注意到战斗的爆发。
桑塔·安纳全军覆没，不是被杀就是被擒，而得克萨斯军仅有九人陣亡及重傷，另有三十人輕傷。这场决定性的战役导致了得克萨斯从墨西哥独立。
桑塔·安纳无法通过被毁的温斯桥逃跑因此被俘并被带到脚髁受伤的休斯敦面前。他同意结束战斗。其它墨西哥军队也撤出了得克萨斯，只有德乌雷亚对此抗议。他认为只是桑塔·安纳被击败了，而不是整个行动军被击败了，但是他的抗议没有被采纳。

## 后果
5月14日在被俘中桑塔·安纳被迫签署了韦拉斯科条约，承认得克萨斯为独立国家，同时保障了桑塔·安纳的生命。本来打算把他送回墨西哥来平息两国之间的关系，但是由于许多人要求处死他，因此他的启程被迟延。桑塔·安纳自称是唯一可以带来和平的人。得克萨斯政府把他送往华盛顿哥伦比亚特区去会晤杰克逊总统，保障新共和国的独立性；但是桑塔·安纳本人并不知道的是，墨西哥政府已经废黜了他的总统职务，因此他已经没有代表墨西哥的权利了。
1838年在糕点战争中桑塔·安纳复出，成为一名英雄。他被重选为总统。此后不久他派兵进入得克萨斯，短期占据圣安东尼奥。两国之间此后經常爆发小规模冲突。一直到1846年美墨戰爭得克萨斯和墨西哥之间的战争从来没有真正结束过。西班牙从未派兵挑战得克萨斯的独立。
萨姆·休斯敦在圣哈辛托的胜利为他带来了得克萨斯共和国总统的职位，他后来成为参议员和得克萨斯州州长。斯蒂芬·F·奥斯汀于1836年参加得克萨斯共和国总统选举败北后被任命为国务卿，但是此后不久就逝世了。休斯敦称奥斯汀为“得克萨斯之父”。在南北战争中休斯敦努力避免得克萨斯从美利堅合眾國分裂，并拒绝向美利坚联盟国效忠，因此被许多得克萨斯人骂为“共和国叛徒”。

### 引用
1. ↑  Manchaca（2001年），161页
2. ↑  Manchaca（2001年），162页
3. ↑  Edmondson（2000年），72页
4. ↑  Edmondson（2000年），75页
5. ↑  Manchaca（2001年）164页
6. ↑  Manchaca（2001年）198至199页
7. ↑  Manchaca（2001年），200页
8. ↑  Manchaca（2001年），201页
9. ↑  Manchaca（2001年）172页
10. ↑  Barr (1996), p. 17.
11. ↑  Lack（1992年），7页
12. ↑  Huson（1974年），4页
13. ↑  Roell（1994年），36页
14. 1 2  Huson（1974年），5页
15. 1 2 3 4 5  Roell, Craig H., , 得州手册,   [2008年7月14日], （原始内容存档于2020年8月13日）
16. ↑  Hardin（1994年），14页
17. ↑  Hardin（1994年）16和17页
18. 1 2  Scott（2000年），20页
19. ↑  Huson（1974年），17页
20. 1 2  Hardin（1994年），41页
21. ↑  Roell（1994年），42页
22. ↑  Hardin（1994年），42页
23. ↑  Hardin（1994年），44页
24. ↑  Groneman（1998年），36页
25. ↑  Huson（1974年），102页
26. ↑  Hardin（1994年），46页
27. 1 2  Groneman（1998年），37页
28. ↑  Hardin（1994年），53页
29. ↑  Barr （1990年），6页
30. ↑  Barr（1990年），15页
31. ↑  Barr（1990年），19页
32. ↑  Barr（1990年），22页
33. ↑  Barr（1990年），23页
34. ↑  Edmondson（2000年），224页
35. ↑  Barr（1990年），27页
36. ↑  Barr（1990年），60页
37. ↑  Hardin（1994年），35页
38. ↑  Barr（1990年），29页
39. ↑  Barr（1990年），35页
40. 1 2  Hardin（1994年），60页
41. ↑  Barr（1990年），38页
42. ↑  Hardin（1994年），61页
43. ↑  Hardin（1994年），62页
44. ↑  Barr（1990年），39页
45. 1 2  Hardin（1994年），64页
46. ↑  Edmondson（2000年），237页
47. ↑  Edmondson（2000年），238页
48. ↑  Barr（1990年），55页
49. 1 2  Todish等（1998年），26页
50. ↑  Barr（1990年），56页
51. ↑  Barr（1990年），57页
52. 1 2  Barr（1990年），58页
53. ↑  Barr（1990年），64页
54. ↑  Hardin（1994年），91页
55. 1 2  Todish等（1998年），29页
56. ↑  Barr（1990年），63页
57. ↑  Hardin（1994年），98页
58. ↑  Hardin（1994年），99页
59. ↑  Todish等，（1998年），20页
60. ↑  Scott（2000年），73页
61. 1 2  Scott（2000年），71页
62. ↑  Scott（2000年），74页
63. ↑  Scott（2000年），75页
64. 1 2 3  Hardin（1994年），102页
65. 1 2  Hardin（1994年），103页
66. ↑  Lord（1961年），67页
67. ↑  Lord（1961年），68页
68. ↑  Lord（1961年），73页
69. ↑  Hardin（1994年），105页
70. ↑  Scott（2000年），77页
71. ↑  Harbert Davenport,"Men of Goliad" （页面存档备份，存于），第43卷，第1号，Southwestern Historical Quarterly Online （2006年6月31日）
72. ↑  Edmondson（2000年），299至301页
73. ↑  Nofi（1992年），78页
74. ↑  Todish等（1998年）， 40页
75. ↑  Todish等（1998年）42至43页
76. ↑  Edmondson（2000年），325页
77. ↑  Hardin（1994年），138页
78. ↑  Edmondson（2000年），372、407页
79. ↑  Nofi （1992年），133页
80. 1 2  Todish等（1998年），55页
81. ↑  Hardin（1961年），155页
82. ↑  Nofi（1992年），136页